# Dekanat Buczacz
Dekanat Buczacz – jeden z dawnych dekanatów rzymskokatolickich w archidiecezji lwowskiej (obecnie na Ukrainie). Dekanat został utworzony w 1765 z siedzibą w Buczaczu. Obecnie parafie, którzy wchodziły w skład dekanatu, znajdują się na terenach dekanatu Czortków.

## Historia
Dekanat Buczacz został utworzony w 1765. Siedzibą nowego dekanatu został Buczacz. Przez pewien czas został skasowany (m.in. nie istniał w latach 1814, 1838, 1841). Dekanat został odnowiony w wyniku reorganizacji terytorialnej archidiecezji lwowskiej w 1843.
W skład dekanatu wchodziły:
- parafie Barysz, Buczacz, Koropiec, Mariampol, Monasterzyska, Potok, Uście w latach 1848[4], 1853[5], 1857[6]
- parafie Barysz, Buczacz, Koropiec, Mariampol, Monasterzyska, Potok, Uście i expozytura Kowalówka w latach 1871[7], 1875[8], 1878[9], 1881[10], 1883[11], 1885[12], 1890[13], 1891[14]
- parafie Barysz, Buczacz, Koropiec, Mariampol, Monasterzyska, Potok (Złoty), Uście (Zielone), Kowalówka w latach 1896[15], 1899[16]
- parafie Barysz, Buczacz, Koropiec, Mariampol, Monasterzyska, Petlikowce Stare, Potok Złoty, Uście Zielone, Kowalówka w 1901[17], 1903[18]
- parafie Barysz, Buczacz, Koropiec, Kowalówka, Mariampol, Monasterzyska, Potok Złoty, Uście Zielone, expozytury par. Buczacz – Słobódka dżuryńska, par. Kowalówka – Szwejków, par. Barysz – Porchowa, Pużniki, par. Monasterzyska – Korościatyn, Delejów – par. Mariampol w 1911[19]
- parafie Barysz, Buczacz, Koropiec, Kowalówka, Mariampol, Monasterzyska, Potok Złoty, Uście Zielone, expozytury par. Buczacz – Nowostawce, Słobódka dżuryńska, par. Kowalówka – Szwejków, par. Barysz – Porchowa, Pużniki, par. Monasterzyska – Korościatyn, Delejów – par. Mariampol w 1912[20]
- parafie Barysz, Buczacz, Koropiec, Kowalówka, Monasterzyska, Potok Złoty, Uście Zielone, expozytury par. Buczacz – Nowostawce, Słobódka dżuryńska, par. Kowalówka – Szwejków, par. Barysz – Porchowa, Pużniki, par. Monasterzyska – Korościatyn, w latach 1913[21], 1914[22], 1918[23]; w 1922 – expozytura Delawa[24]
- parafie Barysz, Buczacz, Monasterzyska, Delawa, Huta nowa, Koropiec, Korościatyn, Kowalówka, Nowostawce, Porchowa, Potok Złoty, Pużniki, Słobódka dżuryńska, Szwejków, Trybuchowce, Uście Zielone, Werbkaw latach 1938[25], 1939.

## Ludzie

### Dziekani
- Michał Dąbrowski[26]
- Jakób Kaczorowski (ur. 1793[27]), proboszcz w Koropcu, dziekan m.in. w latach 1861[28], 1862[29], 1864[30], 1865[31], 1866[32], 1867[33]; w latach 1848[34], 1853[35], 1857 dziekan tymczasowy[36]
- Adolf Strzelecki, m.in. w 1871, proboszcz w Haliczu[37]; w 1875 dziekan tymczasowy[38]
- Władysław Jachimowski, m.in. w latach 1885[39], 1890[40], 1896[41], 1899[42], w latach 1876[43], 1877[44], 1878[45], 1879[46], 1881[47], 1883 dziekan tymczasowy; proboszcz w Koropcu[48]
- Stanisław Gromnicki[49], m.in. w 1901[50], 1903[51], 1912[52], 1914[53]
- Ignacy Rakszyński, m.in. 1922 (proboszcz w Uściu Zielonym)[54], 1925[55], 1928[56], 1929[57] (ur. 1865, święcenia kapłańskie 1890[58], zm. 6 czerwca 1943 w Żołyni[59])
- Jan Dziuban (ur. 1875[60]) – m.in. 1930[61], 1931[62], proboszcz parafii Barysz (1921–1944), b. wikariusz–ekspozyt parafii Jazłowiec w Beremianach (1907–1921), b. wikariusz parafii Jazłowiec (1905–1907), Kąkolniki (1901–1905)[63][64]
- Antoni Joniec[65]

### Vice-dziekani
- Jan Dziuban, m.in. 1922, 1928[56], 1929[57]
- Adolf Sigmund, m.in. w latach 1911[66], 1912[67], 1914[53], 1918[68], proboszcz parafii św. Elżbiety we Lwowie[69]
- Michał Paprocki[61]